# Derry
Derry oziroma Londonderry (irsko Doire oziroma Doire Cholm Chille) je mesto v Severni Irski. Staro mestno jedro Londonderry, obdano z obzidjem, leži na zahodnem bregu reke Foyle, sodobno mesto pa na obeh bregovih in je povezano z dvema mostovoma. Mestno okrožje se razteza jugovzhodno od mesta. Je drugo največje mesto Severne Irske, po podatkih iz leta 2001 pa ima 83.652 prebivalcev. 
Mesto je v bližini državne meje z Republiko Irsko, ima letališče (City of Derry Airport) in pristanišče (Londonderry Port).

## Ime
Ime Derry je izpeljano iz gelske besede doire in pomeni hrastov gozd. Tako menijo predvsem avtonomisti, ki so pretežno katoličani. Unionisti, to je pristaši Združenega kraljestva, kamor od leta 1922 spada tudi Severna Irska, so večinoma protestanti. V skladu z britansko zakonodajo iz leta 1613, ki ni bila nikoli preklicana in je torej še vedno uradni državni dokument, se mesto imenuje Londonderry zaradi urbanizacije v londonskem slogu. Razumljivo je torej, da unionisti uveljavljajo slednje ime, medtem ko pripadniki avtonomistične stranke, ki se poteguje za neodvisnost od Združenega kraljestva, ne sprejemajo britanskega poimenovanja, čeprav bi se zdelo zgodovinsko bolj utemeljeno. Problem je v tem, da je večina prebivalstva katoliška in tudi lokalne oblasti so skoraj popolnoma v avtonomističnih rokah. Tako se je uveljavilo, da veliko uradov in pomembnih ustanov uporablja Derry, na primer občinski svet (najvišja mestna oblast) se uradno imenuje Derry City Council, letališče je mednarodno priznano kot City of Derry Airport.
Razprava o poimenovanju mesta se vleče desetletja in je zgovoren primer nepopustljivosti obeh strani. Seveda ne manjka ljudi, ki bi se ji radi izognili, in tako so prišla v navado nekatera drugačna poimenovanja mesta. Pogosto se uporablja ime Deviško mesto, kar je v spomin na obleganje v letih 1688 in 1689, ki ni predrlo obzidja. Včasih mesto imenujejo Foyle po reki in njeni delti (Lough Foyle), kjer je mesto nastalo.

## Mestno obzidje
Derry je edino preostalo popolnoma neokrnjeno obzidano mesto na Irskem in eden najboljših primerov v Evropi . Obzidje predstavlja največji spomenik v državni lasti na Severnem Irskem in kot zadnje obdano mesto, zgrajeno v Evropi, stoji kot najbolj popolno in spektakularno.
Obzidje je v letih 1613—1619 zgradilo častno irsko društvo (The Honourable The Irish Society) kot obrambo zgodnjih naseljencev 17. stoletja iz Anglije in Škotske. Dolgo je približno 1,6 km in se razlikujejo po višini in širini med 3,7 in 10,7 metri, je povsem nedotaknjeno in tvori pešpot okrog notranjega mesta. Zagotavlja edinstveno sprehajališče za ogled postavitve prvotnega mesta, ki še vedno ohranja svoj renesančni slog. Štiri prvotna vrata so Bishop's Gate, Ferryquay Gate, Butcher Gate in Shipquay Gate. Kasneje so bila dodana še tri druga vrata, Magazine Gate, Castle Gate in New Gate, skupaj torej sedem vrat. Zgodovinske stavbe znotraj obzidja so gotska stolnica svetega Kolumbana (1633), Spominska dvorana Apprentice Boys in sodišče.
To je eno redkih mest v Evropi, ki nikoli ni klonilo kljub številnim obleganjem, vključno enim iz leta 1689, ki je trajalo 105 dni. Od tod vzdevek The Maiden City (Deviško mesto) .

## Zgodovina

### Zgodnja zgodovina
Derry je eno najstarejših stalno naseljenih krajev na Irskem . Najzgodnejša omemba je iz 6. stoletja, ko so tam ustanovili samostan svetega Kolumbana ali Colmcille, znamenitega svetnika iz današnje grofije Donegal, vendar ljudje v bližini živeli že tisoče let pred tem.
Preden je odšel iz Irske, da je širil krščanstvo, je Colmcille ustanovil samostan v Derryju (ki se je takrat imenoval Doire Calgach), na zahodnem bregu reke Foyle. V skladu z ustno in dokumentirano zgodovino je mesto Colmcillu podaril lokalni kralj . Samostan je nato ostal v rokah federacije kolumbanovih cerkva, ki so Colmcilla štele za svojega duhovnega mentorja. Leto 546 je pogosto označeno kot datum prve naselitve. Vendar pa zgodovinarji zdaj priznavajo, da je bil to napačen datum, ki so ga določili srednjeveški kronisti. Sprejemljivo je, da je bil med 6. stoletjem in 11. stoletjem Derry znan predvsem kot samostansko naselje.
Mesto je postalo strateško pomembnejše med Tudorjevskim osvajanjem Irske in je bilo pogosto napadeno. Med O'Dohertyjevim uporom leta 1608 ga je napadel sir Cahir O'Doherty, irski poveljnik iz Inishowna, ki je požgal večino mesta in ubil guvernerja Georgea Pauleta.  Vojak in državnik sir Henry Docwra si je močno prizadeval za razvoj mesta in si zaslužil ugled »ustanovitelja Derryja«, vendar je bil obtožen, da ni preprečil napada O'Dohertyja in se vrnil v Anglijo.

### Kolonizacija
Mesto Derry je postalo del relativno nove grofije Donegal do leta 1610 . V tem letu je bila zahodna obala bodočega mesta iz angleške krone prenesena na Častno irsko družbo in bila združena z grofijo Coleraine, del grofije Antrim in velik del grofije Tyrone, da bi oblikovali grofijo Londonderry. Kolonizatorji, ki jih je organizirala londonska cehovska družba pri Častni irski družbi, so prispeli v 17. stoletju kot del kolonizacije Ulstra in obdali mesto z visokim obzidjem, da bi ga branili pred irskimi uporniki, ki so nasprotovali kolonizaciji. Cilj je bil naseliti Ulster z ljudmi, ki podpirajo krono. Nato so ga preimenovali v Londonderry.
To mesto je bilo prvo načrtovano mesto na Irskem: začelo se je leta 1613, z obzidjem leta 1619, po ceni 10.757 £ . Središčni romb v mestu z obzidjem s štirimi vrati je bil dobra oblika za obrambo. Izbrani vzorec mreže je bil nato veliko kopiran v kolonijah britanske Severne Amerike. Statut je na začetku opredelil mesto, ki se je od središča razširilo tri irske milje (približno 6,1 km). 
Sodobno mesto ohranja postavitev štirih glavnih ulic iz 17. stoletja, ki izvirajo iz centralnega romba do štirih vrat – Bishop's Gate, Ferryquay Gate, Shipquay Gate and Butcher's Gate. V tem času je bila prav tako zgrajena najstarejša ohranjena stavba v mestu: stolp gotske stolnice svetega Kolumbana. V portiku stolnice je kamen z napisom: »Če bi lahko govorili kamni, potem bi se hvala Londona glasila, kdo je zgradil to cerkev in mesto od tal«. 

### Preobrati v 17. stoletju
V 16. stoletju je mesto trpelo v vojni treh kraljestev, ki se je začela z irskim uporom leta 1641, ko so gelski irski uporniki napadli mesto. Leta 1649 sta mesto in njegov garnizon, ki sta podprla republikanski parlament v Londonu, oblegale škotske prezbiterijske sile, zveste kralju Karlu I. Parlamentarci, obkroženi v Derryju, so sklenili čudno zvezo z Roundheadom pod Georgejem Monckom in irskim katoliškim generalom Owen Roe O'Neillom. Ti začasni zavezniki so se kmalu spopadali med seboj, vendar po tem, ko so leta 1649 na Irskem pristali na vojsko novega modela. Vojna v Ulstru se je dokončno končala, ko so leta 1650 parlamentarci v bitki pri Scarrifholisu blizu Letterkennyja v grofiji Donegal premagali irsko katoliško vojsko Ulsterja.
Med slavno revolucijo (revolucija leta 1688) je do novembra 1688 sta imela le Derry in bližnji Enniskillen protestantski garnizon. Po vojni je bila počasi organizirana vojska s približno 1200 moškimi, večinoma Redshanks (Višavci), pod Alexanderom Macdonnellom, 3. grofom Antrimskim. Ko so 7. decembra 1688 prišli, so se vrata pred njimi zaprla in začelo se je obleganje Derryja. Aprila 1689 je prišel v mesto kralj Jakob in jih pozval k predaji. Kralj je bil zavrnjen in obleganje je trajalo do konca julija s prihodom ladje s pomočjo.

### 18. in 19. stoletje
Mesto je bilo obnovljeno v 18. stoletju z mnogimi njenimi finimi jurijanskimi hišami, ki še vedno stojijo. Prvi mestni most čez reko Foyle je bil zgrajen leta 1790. V 18. in 19. stoletju je pristanišče postalo pomembna točka vkrcanja irskih izseljencev, ki so odšli v Severno Ameriko. Nekateri so ustanovili kolonije Derry in Londonderry v državi New Hampshire.
Tudi v 19. stoletju je postal mesto za migrante, ki so pobegnili z območji, ki jih je še bolj prizadela irska krompirjeva lakota . Ena izmed najbolj opaznih ladijskih linij je bila McCorkellova linija, ki jo je upravlja Wm. McCorkell & Co. Ltd. leta 1778. Najbolj znana ladja McCorkella je bila Minnehaha, znana kot »Green Yacht from Derry«. 

### 20. stoletje

#### Prva svetovna vojna
Med prvo svetovno vojno je mesto britanski vojski prispevalo več kot 5.000 moških iz katoliških in protestantskih družin.

#### Razdelitev
Med irsko vojno za neodvisnost je območje zaznamovalo sektaško nasilje, kar je deloma spodbudila vojna, ki jo je vodila irska republikanska vojska in britanske sile, pa tudi pod vplivom gospodarskih in socialnih pritiskov. Do sredine leta 1920 je prišlo do hudega sektaškega nemira v mestu .. Mnoga življenja so bila izgubljena, poleg tega pa so številne katoličane in protestante v teh skupnih nemirih izgnali iz njihovih domov. Po tedenskem nasilju se je premirje pogajalo lokalni politiki tako na unionistični kot republikanski strani.
Leta 1921 je po anglo-irski pogodbi in razdelitvi Irske nepričakovano postal »mejno mesto«, ločeno od večine tradicionalnega gospodarskega zaledja v okrožju Donegal.

#### Druga svetovna vojna
Med drugo svetovno vojno je mesto imelo pomembno vlogo v bitki na Atlantiku . Ladje kraljeve mornarice, kraljeve kanadske mornarice in drugih zavezniških sil so bile nameščene v mestu in vojska Združenih držav je ustanovila bazo. V mestu je bilo med vojno stacionirano več kot 20.000 vojakov kraljeve mornarice, 10.000 kanadskih in 6000 ameriških mornariških uslužbencev. Ameriška prisotnost v mestu je bila rezultat tajnega dogovora med Američani in Britanci, preden so Američani vstopili v vojno . Bila je prva ameriška pomorska baza v Evropi in terminal za ameriške konvoje na poti v Evropo.
Razlog za tako visoko stopnjo vojaške in pomorske dejavnosti je bil samoumeven: Derry je bilo največje pristanišče Združenega kraljestva. Dejansko je bilo mesto največje zahodno pristanišče v Evropi. Zato je bil Derry ključno mesto, skupaj z Glasgowom in Liverpoolom, za ladijske konvoje, ki so potekali med Evropo in Severno Ameriko. Veliko število vojnih uslužbencev v Derryju je znatno spremenilo značaj mesta, ki je v teh letih prineslo nekaj barve na lokalno območje, pa tudi nekaj kozmopolitskega in gospodarskega vzgona. V odročnih regijah mesta so v tem času zgradili več letališč, Maydown, Eglinton in Ballykelly. RAF Eglinton je postal letališče City of Derry
Mesto je veliko prispevalo k vojaškim prizadevanjem vseh služb, zlasti 500 moških v 9. regimentu (Londonderry), znani kot »Derry Boys«. Ta regiment je služil v Severni Afriki, Sudanu, Italiji in na celini Združenega kraljestva. Veliko drugih je služilo v trgovski mornarici, ki je sodelovala v konvojih, ki so med vojno oskrbovali Združeno kraljestvo in Rusijo.
Mejna lokacija mesta in priliv trgovanja iz vojaških konvojev je omogočila, da so se v mestu razvijale pomembne tihotapske operacije.
Po zaključku druge svetovne vojne so, po njihovi predaji, nemške podmornice končale v mestnem pristanišču na Lisahaliji . Začetne predaje se je udeležil admiral sir Max Horton, poveljnik glavnih držav Zahodne alianse in sir Basil Brooke, tretji predsednik vlade Severne Irske.

#### 1950-ta in 1960-ta leta
Mesto je po drugi svetovni vojni hiralo, brezposelnost in razvoj sta stagnirala. Veliko kampanjo, ki jo je vodila University for Derry Committee, da bi imeli drugo univerzo v Severni Irski se je končala z neuspehom.

#### Gibanje za državljanske pravice
Derry je bil osrednja točka nastajajočega gibanja državljanskih pravic na Severnem Irskem.
Katoličani so bili v politiki in na ekonomski ravni v okviru Unionistične vlade na Severnem Irskem diskriminirani. V poznih šestdesetih letih je mesto postalo središče sporov o institucionalni gerrymandering. Politični znanstvenik John Whyte pojasnjuje:
S tega področja prihajajo vse obtožbe o gerrymanderingu, praktično vse pritožbe glede stanovanjske in regionalne politike ter nesorazmerno višino stroškov javne in zasebne zaposlitve. Območje, ki je obsegalo grofije Tyrone in Fermanagh, okrožje Londonderry in dele grofij Londonderry in Armagh, je imelo manj kot četrtino celotne populacije Severne Irske, vendar je ustvarilo kar tri četrtine pritožb zaradi diskriminacije. .. Najresnejša obtožba proti vladi Severne Irske ni, da je bila neposredno odgovorna za splošno razširjeno diskriminacijo, temveč da je omogočila takšno diskriminacijo v znatnem segmentu Severne Irske. 

Vlada je prepovedala demonstracije za državljanske pravice leta 1968, ki jo je vodilo združenje za državljanske pravice Severne Irske in ga s silo blokirala kraljeva ulstrska policija. Dogodki, ki so sledili Apprentice Boys, protestantski bratovščini, avgusta 1969, so pripeljali do bitke pri Bogsideu, ko so se katoliški borci borili proti policiji, kar je vodilo do razširjenih državljanskih motenj na Severnem Irskem in je pogosto datirano kot izhodišče za Težave.
V nedeljo 30. januarja 1972, je bilo ustreljenih 13 neoboroženih civilistov. Še več je bilo ranjenih in en človek je kasneje umrl zaradi ran. Ta dogodek je bil znan kot Krvava nedelja (Bloody Sunday).

#### Težave
Konflikt, ki je postal znan kot Težave, se je začel v Derryju z bitko pri Bogsideu. V mestu je bilo zelo aktivno tudi gibanje za državljanske pravice. V začetku 1970-ih je bilo mesto močno militarizirano in so se pojavili številni civilni nemiri. Nekaj okrožij v mestu je zgradilo barikade za nadzor dostopa in preprečevanje vstopa državnih sil.
Nasilje se je zmanjšalo proti koncu Težav v poznih 1980-ih in zgodnjih 1990-ih letih. Irski novinar Ed Maloney v »Tajni zgodovini IRE« trdi, da so se republiški voditelji tam že leta 1991 pogovarjali o dejanskem premirju. Ne glede na to ali je to res ali ne, je mesto do zdaj videlo manj krvavitev kot Belfast ali druga mesta.
Mesto je v novembru 1977, na višku Težav, obiskal kit ubijalec – orka; Dopey Dick ga je poimenovalo na tisoče ljudi, ki so prišli milje daleč, da bi ga videli. 

## Geografija
Za Derry je značilna izrazito hribovita topografija .. Reka Foyle tvori globoko dolino ko teče skozi mesto, zaradi česar je Derry mesto zelo strmih ulic in nenadnih, presenetljivih pogledov. Prvotno obzidano mesto Londonderry leži na hribu na zahodnem bregu reke Foyle. V preteklosti je reka razvejala in zapirala ta gozdnati hrib kot otok. Skozi stoletja se je zahodni krak reke izsušil in postal nizko ležeča in močvirna dolina, ki se zdaj imenuje Bogside. .
Danes se sodobni Derry razteza precej severno in zahodno od mestnega obzidja in vzhodno od reke. Polovica mesta, zahodno od reke Foyle, je znana kot Cityside, območje vzhodno se imenuje Waterside. Mesto in morje sta povezana z mostovoma Craigavon in Foyle ter s peš mostom v središču mesta, ki se imenuje Most miru. Okrožje se razteza tudi na podeželska območja na jugovzhodu mesta.
Za to veliko večje mesto so še vedno značilni pogosto izredno strmi griči, ki na obeh straneh reke oblikujejo velik del terena. Pomembna izjema od tega leži na severovzhodnem robu mesta, na obali jezera Lough Foyle, kjer so sredi 19. stoletja iztrgali velike površine iz morja in blata. Danes so ta območja zaščitena pred morjem s kilometri morskih zidov in nasipov. Območje je mednarodno pomemben ptičji rezervat, ki se uvršča med top 30 območij med mokrišči v Združenem kraljestvu.
Druge pomembne naravne vrednote so v Ness Country Parku, 16 km vzhodno od Derryja in gozd Prehen Woodu, v jugovzhodnem predmestju.
Derry ima, tako kot večina Irske, zmerno morsko podnebje. Najbližja uradna vremenska postaja Met Office, za katero so na voljo podatki o podnebju, v Carmoneyju, zahodno od letališča City of Derry in približno 8 km severovzhodno od središča mesta. Leta 2004 je postaja prenehala delovati in najbližja vremenska postaja je trenutno Ballykelly, ki je oddaljena 19 km vzhodno severovzhodno. Značilno je, da so 27 dni v letu poročali o zmrzali na Ballykellyu in o 170 mm najmanj 1 mm padavin na dan (povprečje 1981-2010).
Najnižja temperatura, zabeležena pri Carmoneyju, je bila 27. decembra 1995 -11,0 ° C.

## Demografija
Derry Urban Area (DUA), vključno z mestom in sosednjimi naselji Culmore, Newbuildings in Strathfoyle, Severnoirski urad za statistiko in raziskovalno agencijo (NISRA) razvršča kot mesto, saj njeno prebivalstvo presega 75.000. Na dan popisa (27. marec 2011) je bilo v urbanem območju Derryja 105.066 ljudi. Od tega je bilo starih manj kot 16 let starih 27 let, 14% pa starih 60 let; 49% prebivalstva je bilo moških in 51% žensk; 75% jih je rimokatoliške vere, 23% (tri odstotne točke od leta 2001) pa protestantske .
Ocenjena populacija v sredini leta 2006 za širše območje mestnega sveta je bila 107.300. [86] Rast prebivalstva v letu 2005/06 je bila posledica naravnih sprememb, pri čemer je neto priseljevanje približno 100 ljudi.
Mesto je bilo eno od redkih na Irskem, ki je doživelo povečanje števila prebivalcev med irsko krompirjevo lakoto, saj so priseljenci prišli iz drugih, močneje prizadetih območij.
Obe skupnosti sta se spraševali glede vse bolj razdeljene narave mesta. Na zahodnem bregu reke Foyle je bilo leta 1971 približno 17.000 protestantov. Delež se je hitro zmanjšal v 1970-ih; popis leta 2011 je na zahodnem bregu zabeležil 3169 protestantov, v primerjavi s 54.976 katoličani in se boji, da bi mesto lahko postalo trajno razdeljeno.
Vendar pa si lokalna skupnost, cerkev in politični voditelji iz obeh tradicij usklajeno prizadevajo za rešitev problema. Oktobra 2006 je potekala konferenca o združevanju ključnih akterjev in spodbujanju strpnosti. Škof Irske cerkve škofije Derry in Raphoe je dejal, da z veseljem živi na mestu. »Počutim se del tega. To je moje mesto in želim spodbuditi druge protestante, da se počutijo popolnoma enako«, je dejal. 
Podpora protestantom v okrožju je bila močna od nekdanje SDLP županje Helen Quigley. Vključenost in strpnost so bile ključne teme županovanja. Dejala je, da je čas za »vsakogar, da zavzame stališče, da ustavi nadloge sektaških in drugih napadov v mestu«. 

## Gospodarstvo
Gospodarstvo okrožja je temeljilo na tekstilni industriji do relativno nedavno. Ženske so bile več let edini delavci, ki so delali v tovarnah srajc, medtem ko so bili mnogi moški v primerjavi z njimi brezposelni. [94] To je privedlo do znatnega izseljevanja moških [95]. Zgodovina izdelave srajc v mestu sega do leta 1831, ko so začeli William Scott in njegova družina, in jih najprej izvažali v Glasgow. [96] V 50 letih je bila izdelava srajc v mestu najbolj razširjena v Združenem kraljestvu, in so bila oblačila izvažana po vsem svetu. Dobro je bilo znano, da je industrijo v knjigi Kapital omenil Karl Marx v razpravi o tovarniškem sistemu:
Tovarna srajc gospe Tille v Londonderryju, ki zaposluje 1000 operativcev v sami tovarni in 9000 ljudi, se je razširila po državi in so delali v svojih hišah..
Industrija je dosegla svoj vrhunec v 1920-ih letih s približno 18.000 zaposlenimi. V sodobnem času pa se je tekstilna industrija v veliki meri zmanjšala zaradi nižjih azijskih plač.
Dolgoročni tuji delodajalec na tem območju je Du Pont, ki je bil ustanovljen leta 1958 v Maydownu, prvem evropskem proizvodnem obratu. [99] Najprej je bil v Maydownu izdelan neopren, nato pa je sledil hypalon. V zadnjem času so delovale proizvodne enote lycre in kevlarja. Zahvaljujoč zdravemu svetovnemu povpraševanju po kevlarju, se je obrat razširil. Du Pont je izjavil, da so dejavniki, ki prispevajo k njegovi nadaljnji zavezanosti Maydownu »nizki stroški dela, odlične komunikacije in brez davkov, enostaven dostop do Britanije in evropske celine«.

## Znamenitosti
Derry je znan po svoji arhitekturi. To je mogoče predvsem pripisati formalnemu načrtovanju zgodovinskega obzidanega mesta Derry v središču sodobnega mesta. To je osredotočeno na Diamond z zbirko poznih jurijanskih, viktorijanskih in edvardijskih stavbah, ki obkrožajo glavne prometnice (ulica Shipquay, Ferryquay, Butcher Street in Bishop Street) do mestnih vrat. Stolnica svetega Kolumbana ne sledi mrežnemu vzorcu, in krepi svoj državljanski status. Stolnica Irske cerkve je bila prva post-reformacijska stolnica, zgrajena za anglikansko cerkev. Gradnja rimskokatoliške stolnice svetega Evgena v Bogsideu v 19. stoletju je bila še en pomemben arhitekturni dodatek mestu. Townscape Heritage je financirala obnovitvena dela ključnih stavb in druge starejše strukture.
V treh stoletjih od svoje izgradnje je mestno obzidje prilagojeno potrebam spreminjajočega se mesta. Najboljši primer te prilagoditve je vstavitev treh dodatnih vrat - Castle Gate, New Gate in Magazine Gate - v 19. stoletju. Današnje utrdbe so stalna promenada po središču mesta, skupaj s topovi, avenijami dreves in pogledov na Derry. Zgodovinske stavbe znotraj mestnega obzidja so cerkev svetega Avguština, ki stoji blizu mesta prvotnega samostana, britanska veleblagovnica Austin, ki trdi, da je najstarejša trgovina na svetu in impresivna stavba sodišča v neogrškem slogu na Škofovi ulici. Rdeča opečnata pozno-viktorijanska Cehovska hiša je okronana z bakreno kupolo, stoji tik nad Shipquay Gate in blizu reke.
Več je muzejev in zanimivih mest po mestu, vključno z železniškim središčem Foyle Valley, centrom Amelia Earhart in Wildlife Sanctuary, spominsko dvorano Apprentice Boys, pokopališčem Ballyoan, Bogside s številnimi murali, Derry Craft Village, Free Derry Corner, O'Doherty Tower (zdaj del muzeja Tower), Pristaniški muzej, Muzej svobodnega Derryja, podeželski park Creggan, Millennium Forum in mostovi Foyle in Craigavon.
Leta 2011 je bil 25. junija odprt Most miru. To je kolesarski in most za pešce, ki se začne pri Cehovski hiši v središču mesta do Ebringtonovega trga in parka svetega Kolumbana ne daleč stran od reke Foyle. Simbolizira enotnost protestantske in nacionalistične skupnosti, ki se sta se naselili na obeh straneh reke Foyle.

## Kultura
V zadnjih letih sta mesto in okolica postala znana po svoji umetniški zapuščini, ki so jo ustvarjali nobelov nagrajenec pesnik Seamus Heaney , pesnik Seamus Deane, dramatik Brian Friel, pisatelj in glasbeni kritik Nik Cohn, umetnik Willie Doherty , socialno-politični komentator in aktivist Eamonn McCann in skupine, kot so The Undertones. veliki politični stenski murali umetnikov Bogside, Free Derry Corner. Filmski festival Foyle, obzidje, obe stolnici in letni Halloween ulični karneval so priljubljene turistične zanimivosti. 
Maja 2013 je bil postavljen spomenik Ogenj miru v spomin na Martina Luthra Kinga III.. Plamen so osvetlili otroci obeh tradicij v mestu in je eden od samo 15 takih plamenov po vsem svetu. 

## Pomembni meščani
Nekateri pomembni ljudje, ki so bili rojeni ali živeli v Derryju, so:
- Frederick Hervey, škof Derryja in četrti grof Bristolski
- William Thomas Gaul, postal škof Mashonalanda
- Edward Leach, prejemnik Victoria Cross
- dramatik restavracije George Farquhar
- pisatelji Joyce Cary, Seamus Deane, Jennifer Johnston in Nell McCafferty
- pesnik in Nobelov nagrajenec Seamus Heaney
- Ustanovitelj socialdemokratske in delovne stranke ter dobitnik Nobelove nagrade za mir John Hume
- Znanstvenik in Nobelov nagrajenec za fiziologijo ali medicino William C. Campbell
- namestnik prvega ministra Severne Irske Martin McGuinness
- zmagovalka tekmovanja za pesem Evrovizije in nekdanji politik Dana
- skupina The Undertones in njihov edinstveni vodilni pevec Feargal Sharkey